# 皮奇哈霍查山
14°24′54″S 73°54′17″W / 14.41500°S 73.90472°W
皮奇哈霍查山（Pichjajocha），是秘魯的山峰，位於該國中南部阿亞庫喬大區，由卡門薩爾塞多區和奇保區負責管轄，屬於安第斯山脈的一部分，海拔高度4600米。